# Nämndemansgården
Nämndemansgården är ett svenskt vårdföretag som grundades 1987 och specialiserar sig på behandling av alkohol-, drog- och spelberoende. Företaget arbetar med behandling baserad på tolvstegsprogrammet samt andra evidensbaserade metoder, och omfattar både öppenvård och internat.

## Verksamhet
Nämndemansgården erbjuder behandling för vuxna och ungdomar med beroendeproblematik. Företaget driver flera enheter runt om i Sverige, inklusive internat och rehabcenter, där behandlingen skräddarsys efter varje individs behov. Behandlingen är baserad på en kombination av tolvstegsprogrammet och andra metoder som kognitiv beteendeterapi (KBT).

## Enheter
Nämndemansgården har ett antal behandlingsenheter, både internat och öppenvård, i olika delar av Sverige:
- Internat Blentarp: Företagets ursprungliga behandlingsenhet, belägen i Blentarp, Skåne. Här erbjuds intensiv behandling för vuxna med beroendeproblematik.
- Internat Karmansbo: Beläget utanför Köping, detta internat riktar sig till vuxna med behov av rehabilitering i en lantlig miljö.
- Internat Idagården Ungdom: En mindre behandlingsenhet utanför Enköping, särskilt anpassad för unga män mellan 16 och 21 år med alkohol- och drogproblematik.
- Rehabcenter Stockholm: En enhet i centrala Stockholm som erbjuder öppenvårdsbehandling för vuxna.
- Rehabcenter Göteborg: Ligger i centrala Göteborg och erbjuder olika former av öppenvårdsbehandling för vuxna.
- Rehabcenter Malmö: Ett rehabcenter i centrala Malmö som erbjuder öppenvårdsbehandling för vuxna med beroendeproblematik.
- Rehabcenter Jönköping: Specialiserar sig på arbetslivsinriktad rehabilitering i samarbete med arbetsgivare.
- Rehabcenter Norrköping, Kristianstad och Umeå: Flera andra enheter erbjuder liknande öppenvårds- och rehabiliteringstjänster i dessa städer.
- Medicinenheten Blentarp: Erbjuder abstinensbehandling och stöd vid avgiftning i anslutning till internatet i Blentarp.

## Historia
Nämndemansgården grundades av Birgitta Crafoord 1987 efter att hon själv genomgått behandling för beroende i USA. Verksamheten har sedan dess vuxit och blivit en av de större aktörerna inom beroendebehandling i Sverige. År 2022 förvärvades Nämndemansgården av Feelgood Svenska AB, vilket ledde till en integration av företagets tjänster inom arbetslivsinriktad rehabilitering.

## Kunder och Uppdrag
Nämndemansgården samarbetar med kommuner, landsting, arbetsgivare och privatpersoner för att erbjuda behandling av beroendeproblematik. Efter förvärvet av Feelgood har företaget utökat sitt erbjudande av tjänster för arbetsgivare inom området skadligt bruk.

## Filosofi
Nämndemansgården arbetar enligt principen att beroende är en komplex problematik som kräver en individuellt anpassad behandlingsstrategi. Företaget kombinerar tolvstegsmodellen med andra behandlingsmetoder för att möta behoven hos de personer som söker hjälp.